# Aedes krombeini
Aedes krombeini är en tvåvingeart som beskrevs av Huang 1975. Aedes krombeini ingår i släktet Aedes och familjen stickmyggor.
Artens utbredningsområde är Sri Lanka. Inga underarter finns listade i Catalogue of Life.